# Sawung Jabo
Sawung Jabo cuyo nombre verdadero es Mochamad Djohansyah (nacido en Surabaya, Java Oriental, el 4 de mayo de 1951), es un famoso cantante y músico indonesio conocido por su participación en casi todas las formas de arte de la música, teatro, pintura, y también danza. Conocido también en el concepto de combinación de elementos entre la música occidental y oriental, especialmente de Java. También es conocido por su participación con un grupo de música "Swami" y "Takwa cantata" con otros músicos famosos de Indonesia en la década de los años 80s y 90s como Iwan Fals, Suryoprayogo Jockie, y también a sus patrocinadores, junto al empresario Setiawan Djodi. Son ellos los que llevan a las famosas canciones de temas sociales y políticos, tales como "Bento", "Cargo", "incienso", "Kuda Agrupando", y "Canción del Alma". Las canciones se hicieron populares después de lanzar en un gran concierto de cantata Takwa en el principal estadio Bung Karno, Yakarta, el 23 de junio de 1990. El proyecto musical cantante fue inmortalizado posteriormente en la película "Takwa cantata" (2008) dirigida por Eros y Djarot Prakosa Gotot. Sawung Jabo fue conocido como el productivo en dar a luz a las obras de arte o de participar con artistas de diversos ámbitos, como Surabaya, Yogyakarta, Solo, Bandung, Sidoarjo, Jember, e incluso en Australia.

## Premios
- Pemenang, BASF Award, Best Creative Rock Song - Bento, 1991.
- Pemenang, BASF Award, Best Creative Rock Album - Bento, 1991.
- Pemenang, BASF Award, Best Creative Rock Album - Hio, 1992.
- Pemenang, BASF Award, Best Creative Rock Song- Hio, 1992.
- Pemenang, HDX Award, Creative Pop Song - Dalbo, 1993.
- Calon pemenang, HDX Award, Best Selling Pop Song - Dalbo, 1993.

## Discografía

### Album Solo
- 1992 - Badut - Satria Kurnia Irama.

### BersamaSirkus Barock
- 1975 - Anak Setan - Insan Records.
- 1988 - Balada Pengangguran - Sepuluh Bintang Nusantara, Team Records.
- 1989 - Bukan Debu Jalanan - Liman Arca Putra Records.
- 1993 - Kanvas Putih - Metrotama Records.
- 1994 - Fatamorgana - Boulevard International.
- 2001 - Jula Juli Anak Negeri - Album Antologi Sirkus Barock, GPS.

### BersamaSwami
- 1989 - Swami I - Airo Records Productions
- 1991 - Swami II - Airo Records Productions

### BersamaKantata
- 1990 - Kantata Takwa - Airo Records Productions.
- 1990 - Kantata Revolvere - Airo Records Productions.
- 1996 - Kantata Samsara - Hitam Putih - Sawung Jabo & Friends; Airo Records Production.

### BersamaBalladNa
- 2004 - Tentang Hidup Tentang Cinta - rekaman live, Rumah Nusantara.

### Album lain
- 1991 - Matahari dan Rembulan - album Nicky Astria; lirik, musik, aransemen oleh Sawung Jabo, Citranada Utamamegah.
- 1993 - Dalbo - Airo Records Productions
- 1994 - Anak Wayang - Sawung Jabo & Iwan Fals, Metrotama Records.
- 1995 - Sengkata - Nicky Ukur; lirik, musik, aransemen oleh Sawung Jabo, Supranada Abadi Records.
- 1997 - Musik dari Seberang Laut - dalam "World Without Borders", Sawung Jabo & Friends, Larrikin Records; Dunia Cinta - Rachel, lirik, musik, aransemen oleh Sawung Jabo, Airo Records Productions.
- 1998 - Goro-Goro - Goro-Goro
- 1999 - Jagad – Jagad, Log Zhelebour.
- 2000 - GengGong - Not Just Music - Wot Cross-cultural Synergy & Rumah Nusantara.
- 2005 - Gong Dolly Gong - musik, lirik, aransemen, dan featured artist.
- 2006 - Antologi, Jabo and friends - CD dan DVD, rekaman live, Wot Cross-cultural Synergy & Rumah Nusantara; Blue On Stone, aransemen Sawung Jabo, Naga Swara.
- 2008 - Memasuki Lorong Sunyi
- 2009 - Petarung Hidup